# Mesolimax
Mesolimax is een geslacht van weekdieren uit de familie van de Agriolimacidae. Mesolimax is het enige geslacht van de monotypische onderfamilie Mesolimacinae.

## Soorten
- Mesolimax brauni Pollonera, 1888
- Mesolimax escherichi Simroth, 1899